# Monestir de Kobair
El monestir de Kobair és un monestir situat prop de la ciutat armènia de Tumanian, considerat un dels grans monuments armenis. Està ubicat en un escarpat sobre el riu Debed, on s'hi accedeix des del llogaret de Kober per un corriol que s'enfila per la muntanya. El seu estat de conservació actual és precari.
La seva història està lligada a les famílies feudals, la branca korikian de la dinastia dels bagràtides i posteriorment amb la família Zakarian. L'origen del nom de Kobair (o també Cobair) és degut al mot "cova", en georgià "kob". Kobair fou també un important centre de cultura medieval d'on van sortir manuscrits valuosos. A mitjan segle xiii va passar d'estar sota la protecció dels korikian a la dels Zakarian.
El conjunt consta de diverses construccions. L'església principal és de final del segle xii i del xiii. Es troba en ruïna (tot i que hom treballa en la seva restauració). És de nau única, ara sense volta ni mur de migdia però conserva gairebé íntegrament l'absis. La façana de ponent està encarada al penyal rocós, un estret pas els separa. L'entrada principal és al nord, on hi ha millor accés.
D'aquest monestir són interessants, i d'importància reconeguda, les pintures murals que encara es conserven a l'absis de l'església. Del segle xiii, es troben en relatiu bon estat malgrat estar pràcticament a la intempèrie i sense protecció adequada. Hi ha també una petita església anterior, una inscripció ens fa saber que fou aixecada per Mariam, filla del rei Korike II, el 1171.
Una mica enlairada es troba una capella utilitzada com a mausoleu, aquí s'hi va enterrar Shahinshah (governant del 1216 a 1248), els seus fills i altres personatges de la dinastia Zakarian. També es poden veure les ruïnes del refetor i del recinte emmurallat.

## Galeria

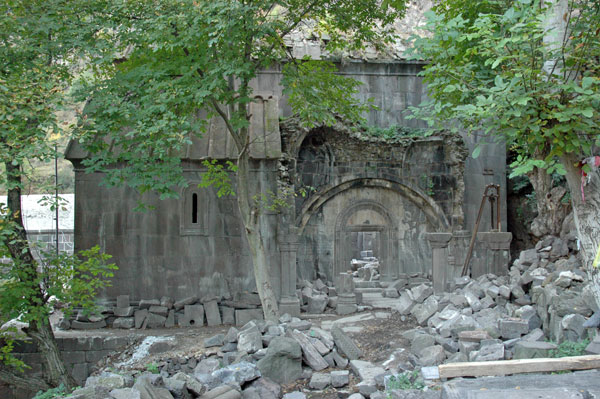
Entrada de l'església principal del monestir de Kobair
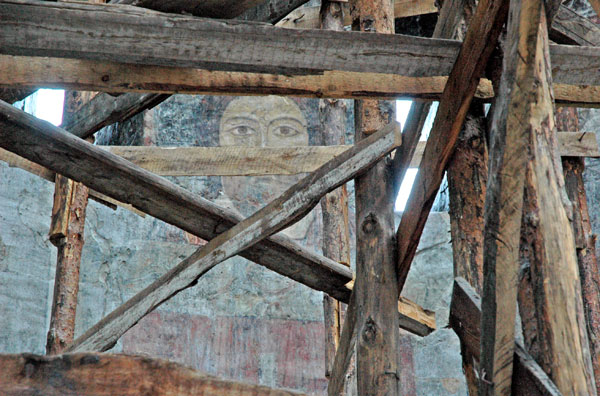
Rostre de Crist entre la bastida de fusta dels treballs de restauració. A l'absis de l'església principal
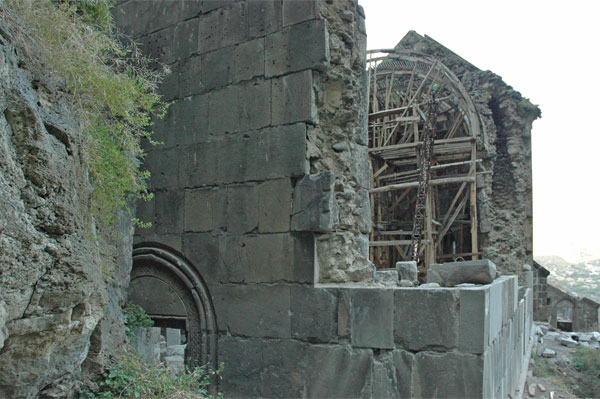
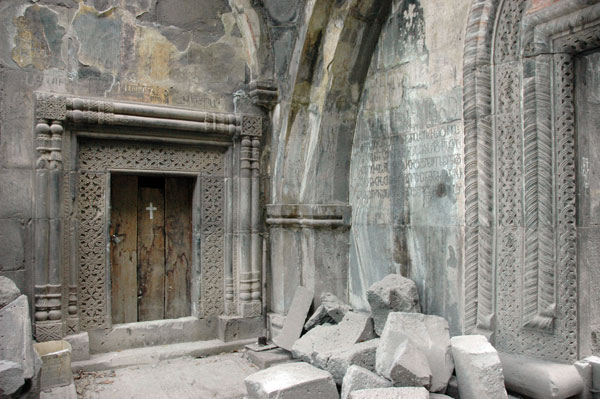
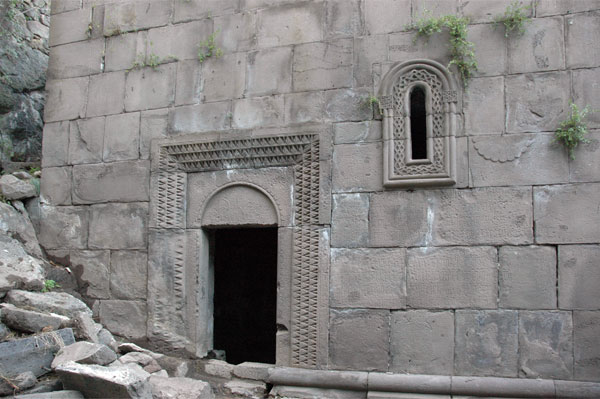